# Agrilus ingae
Agrilus ingae es una especie de insecto del género Agrilus, familia Buprestidae, orden Coleoptera.
Fue descrita científicamente por Curletti, en 2005.